# Добриша Вас
Добриша Вас (словен. Dobriša vas) — поселення в общині Жалець, Савинський регіон, Словенія. 
Висота над рівнем моря: 249,5 м.